# Albert Caquot
Albert Irénée Caquot (Vouziers, 1 de julho de 1881 - Paris, 28 de novembro de 1976) foi considerado o "melhor engenheiro francês vivo" durante meio século. Recebeu a Cruz de Guerra (honra militar) e a Ordem Nacional da Legião de Honra (1951). Ele foi membro da Academia Francesa de Ciências de 1934 até sua morte. Em 1962, ele foi agraciado com a Medalha Wilhelm Exner.

## Biografia
Seus pais, Paul Auguste Ondrine Caquot e Marie Irma (nascida Cousinard) possuíam uma fazenda familiar em Vouziers, nas Ardenas, perto da fronteira com a Bélgica. Seu pai lhe ensinou o modernismo, instalando em seu lugar eletricidade e telefone já em 1890. Apenas um ano após o ensino médio, aos dezoito anos, foi admitido na Ecole Polytechnique ("ano" 1899). Seis anos depois, ele se formou no Corps des Ponts et Chaussées.

### Cientista e designer
De 1905 a 1912, ele foi gerente de projetos em Troyes (Aube) e foi destacado pelas grandes obras de construção civil que realizou no sistema de esgoto da cidade. Isso protegeu a cidade da inundação centenária do Rio Sena em 1910. Em 1912, ele ingressou em uma empresa líder de engenharia estrutural, onde aplicou seu talento único de projetista de estruturas. Albert Caquot conduziu uma pesquisa notável que foi imediatamente aplicada na construção. 
Duas conquistas de prestígio o tornaram famoso internacionalmente: a estrutura interna da estátua do Cristo Redentor (1931) no topo da montanha do Corcovado, no Rio de Janeiro, Brasil, no pico da montanha e a Ponte George V no rio Clyde em Glasgow, Escócia, Reino Unido, para a qual o engenheiros escoceses pediram sua ajuda.